# Leptotila megalura
Rola-dos-yungas ou rolinha-das-iungas (Leptotila megalura) é uma espécie de ave da família Columbidae.
Pode ser encontrada nos seguintes países: Argentina e Bolívia.
Os seus habitats naturais são: regiões subtropicais ou tropicais húmidas de alta altitude.